# Vite, trop vite
Vite, trop vite, paru en 2015 aux éditions Monsieur Toussaint Louverture, est la traduction d'une œuvre de fiction écrite par Phoebe Gloeckner en 2002. Paru aux éditions Frog Books sous le titre The Diary of a Teenage Girl : an Account in Words and Pictures, le livre est écrit et dessiné par Phoebe Gloeckner.

## Résumé
Vite, trop vite de Phoebe Gloeckner trace le portrait d’une jeune adolescente dans le San Francisco des années 1970. Minnie (double à peine déformé de l’auteur) vit avec sa sœur Gretel chez sa mère, tandis qu’elle n’a pas de nouvelles de son père, artiste sur la Côte Est. Suivant le conseil d’un de ses professeurs, elle rédige un journal intime qui commence en mars 1976 et s’achève en mars 1977.
Son récit tourne principalement autour de la liaison qu’elle entretient avec le petit ami trentenaire de sa mère, Monroe. D’abord complice, leur relation devient sexuelle, puis amoureuse. Surtout pour Minnie. Alors que les soupçons de la mère ne cessent de grandir, Monroe rejette la jeune fille, la laissant arpenter les rues de San Francisco à la recherche de nouvelles expériences. Elle y trouvera des drogues dures et des personnes encore plus dangereuses que Monroe.

## Analyse

### Structure
Outre le texte, le livre comporte de nombreux dessins et plusieurs passages en bande-dessinée, dont plusieurs références au dessinateur américain Robert Crumb. Toutefois, la longueur du texte et ses ambitions littéraires (vrai-faux journal intime d’une adolescente, recherche d’un style volontairement juvénile) font qu’il est juste de parler de roman pour Vite, trop vite.

### Semi-autobiographie
Phoebe Gloeckner affirme avoir utilisé des éléments de ses journaux intimes, qu’elle tient depuis l’âge de 14 ans, pour écrire Vite, trop vite. Toutefois, elle précise également avoir pris une grande distance avec son personnage principal, pour pouvoir éprouver de l’empathie pour elle. Elle explique que sans ce recul, elle aurait détesté Minnie, ce qui aurait rendu l’écriture impossible. Ainsi, certains éléments sont tirés de la vie de l’auteur, mais ont été traités comme des documents, des matériaux littéraires.

## Histoire
La vie de Minnie est étalée de façon crue, glauque et très dure, mais jamais de façon gratuite. Cette honnêteté met en lumière les sentiments, certes exacerbés, mais bien réels et adolescents qu’éprouve Minnie.

## Adaptation cinématographique
- The Diary of a Teenage Girl, de Marielle Heller, 2015